# LGA 1248
LGA 1248，又稱Socket TW，是Intel為2010年推出之Itanium 9300系列處理器設計的新型微處理器插座。LGA 1248取代舊有的PAC 611（又稱PPGA661，使用於Itanium 9100系列微處理器）插座，並加入了對QPI總線的支援。插座上有1248個金屬接觸針腳，對應處理器上1248個金屬觸點。